# Frederick Christian Palmer

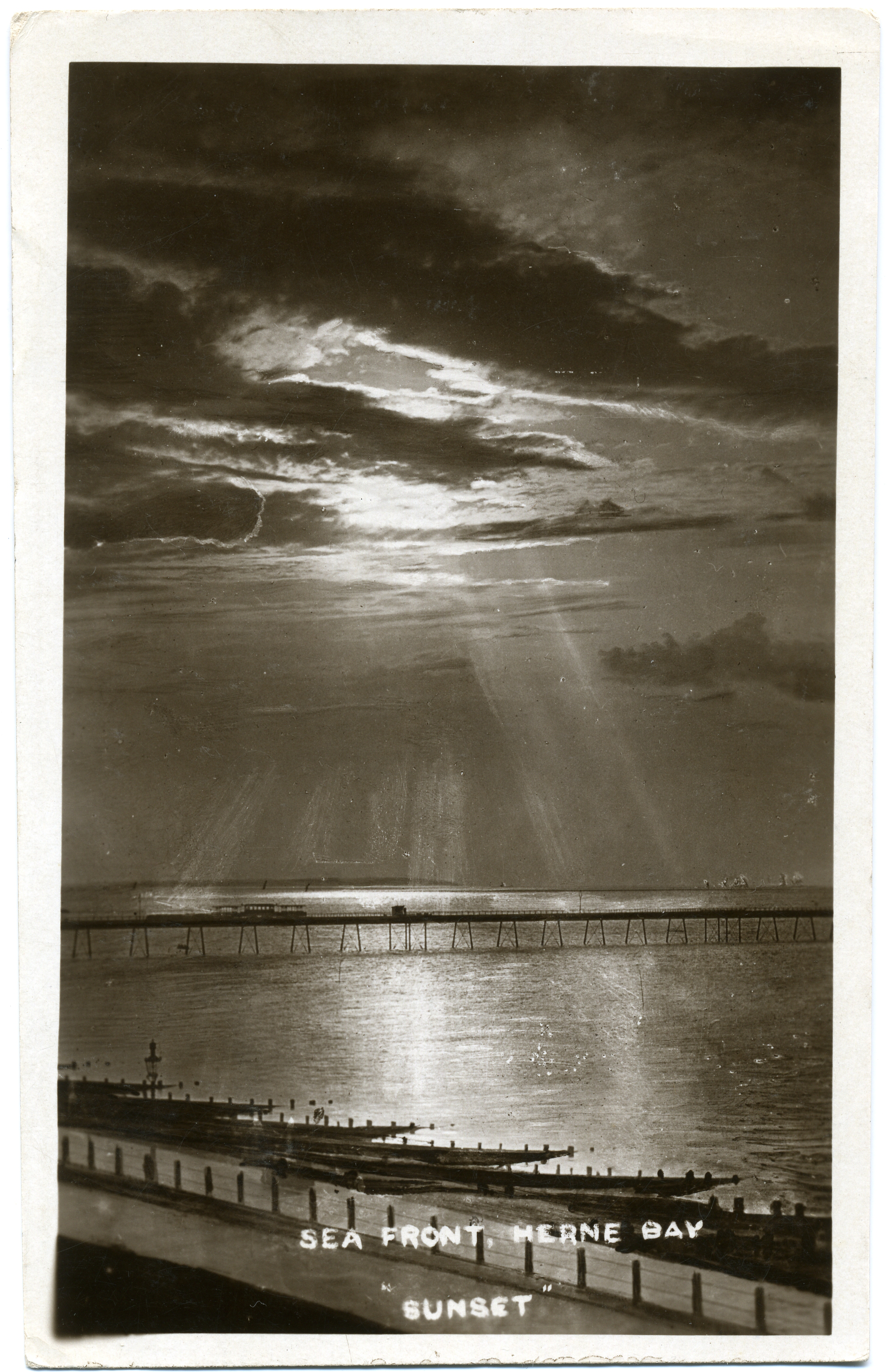
Fred C. Palmer: Západ slunce na Herne Bay, Kent, 1910–1916, fotografie pravděpodobně pořízená z okna jeho studia s využitím filtrů zdůrazňující mraky; sluneční paprsky byly zvýrazněny kresbou na skleněný negativ

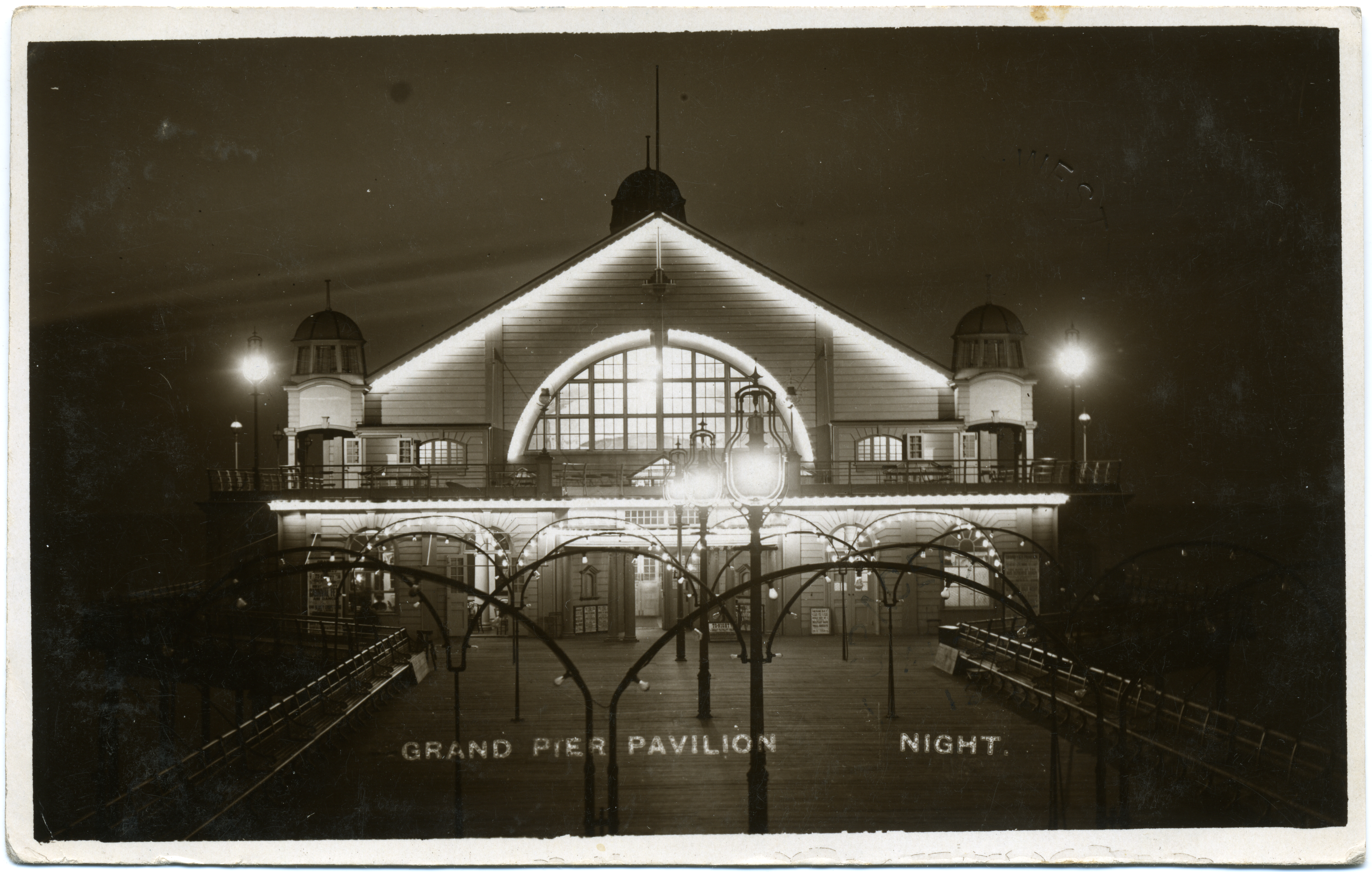
Osvětlený pavilón Grand Pier, 1910: snímek po roce 1913 použil Marcel Duchamp jako nalezené umění

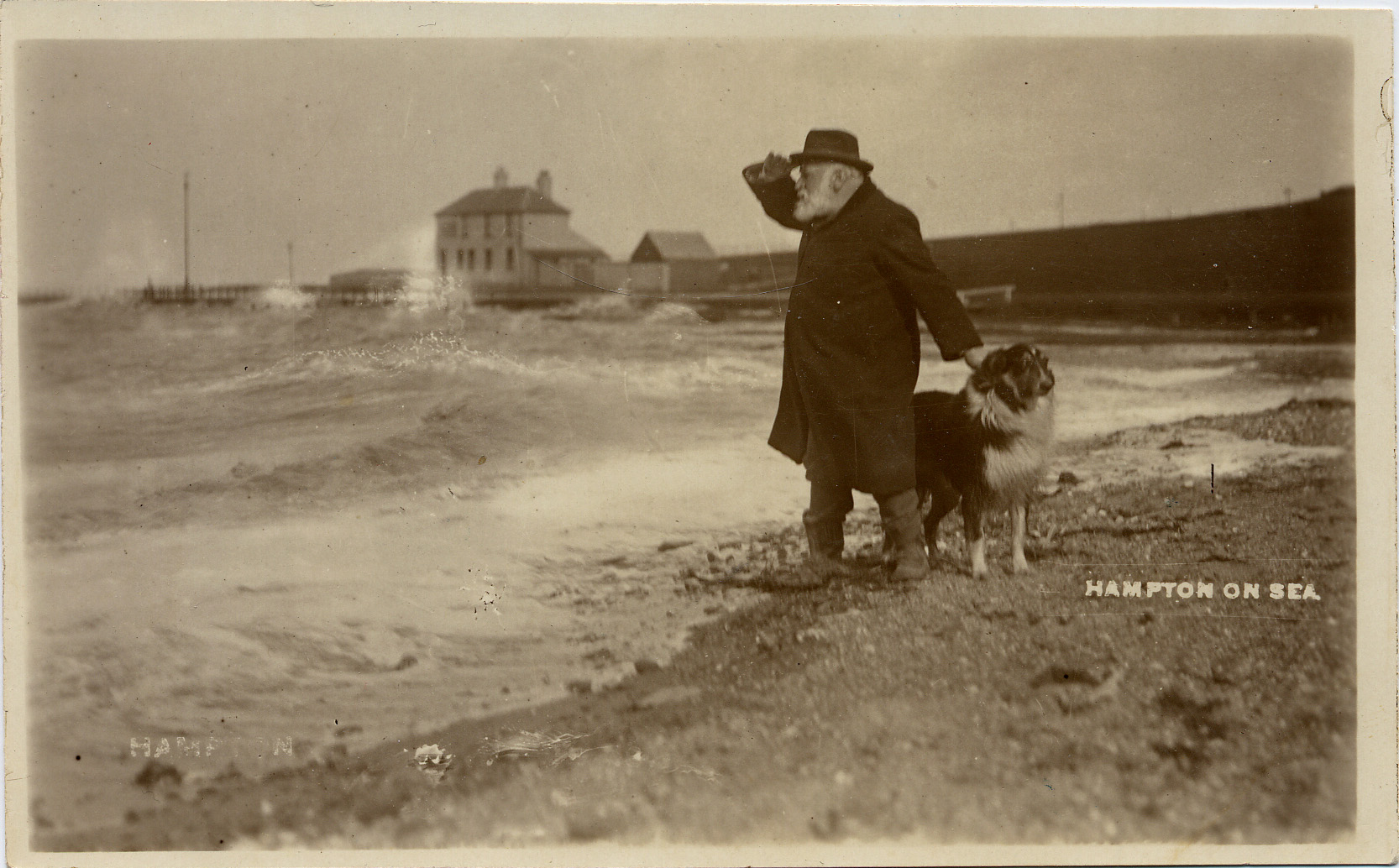
Edmund Reid, 1912

Frederick Christian Palmer (1866–1939), známý jako Fred C. Palmer, byl anglický fotograf. Pocházel z rozsáhlé fotografické rodiny, která provozovala společnost William Eastman Palmer & Sons. Časem se osamostatnil a ve svém ateliéru Tower Studio v Herne Bay v Kentu působil jako hlavní fotograf pro veřejnost na počátku 20. století. Fotografoval všechny veřejné události v Herne Bay před rokem 1914, portrétoval výstředního Edmunda Reida, někdejšího šéfa Metropolitní policie, který vyšetřoval vraždy ve Whitechapelu, kde řádil sériový vrah známý jako Jack Rozparovač. V roce 1913 použil jeho fotografii osvětleného pavilonu Grand Pier z roku 1910 Marcel Duchamp jako nalezené umění ve své Poznámce 78, která byla součástí jeho uměleckého díla Green Box. Ve 20. letech a na počátku 30. let převzal studio Williama Hoopera na Cromwell Street ve Swindonu, ve kterém i nadále vyráběl pohlednice, fotografoval prominenty a pracoval na volné noze pro místní noviny a radu.

## Dílo

### Herne Bay

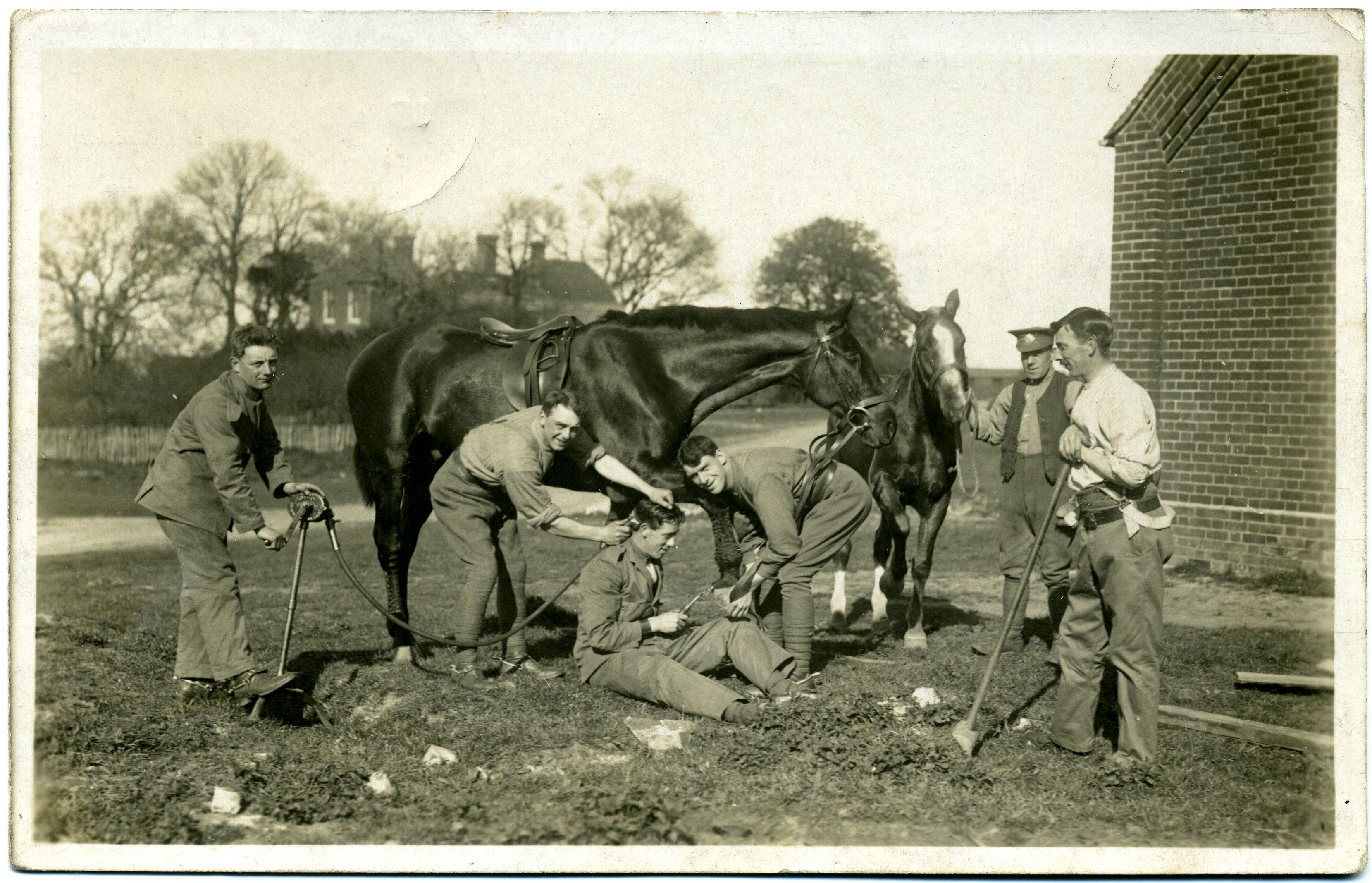
Vojáci z období první světové války

Ačkoli byl v té době již k dispozici fotografický film, používal Fred C. Palmer velkoformátové skleněné negativy a pohlednice a portréty tiskl přímo z nich kontaktními kopiemi – mohly tak vyniknout jemné detaily. Od roku 1892 do 1903 pracoval pro rodinnou firmu William Eastman Palmer & Sons, na adrese Bloom House, Leicester Road, New Barnet. V době 1903 až 1922 působil jako fotograf a rámovač obrazů v Herne Bay, na 21 High Street a v letech 1903–1905 a na Telford Villa, 6 Tower Parade v letech 1907–1922. V letech 1910 - 1916, Fred C. Palmer působil jako volný fotograf pro zpravodajské noviny Herne Bay Press, kde pracoval ze studia Tower Studio v Tower Parade on the Sea Front a kde také pořizoval portréty. Vlastnil malý obchůdek (či kiosek) zvaný The Art Gallery (Umělecká galerie) ležící na břehu moře mimo jeho ateliér, kde prodával poštovní pohlednice a portréty Vyráběl pohlednice významných míst a událostí ve městě, jako například velké otevírání pavilónu Herna Baye Piera Grand Pier Pavilion lordem Mayorem dne 3. srpna 1910, nebo slavnostní otevírání haly krále Eduarda VII. princeznou Beatrix dne 13. července 1913. U fotografií v tisku a na rubové straně pohlednic bylo jeho jméno obvykle uváděno jako Fred C. Palmer.

### První světová válka
Z období první světové války se o Palmerovi nedochovaly žádné písemné záznamy, ale fotografoval pohlednice Belgičanů, kteří se zotavovali z válečných zranění v Canterbury a Herne Bay Trpěl však nedostatkem stříbra, které se používalo na fotografických deskách, což by mohl být důvod zdání, že fotografování vojáků a válečných zranění a možná i dalších děl omezil až do roku 1920.

### Swindon
Asi v letech 1920–1921 Palmer převzal studio zavedeného fotografa Williama Hoopera na Cromwell Street č.p. 6 ve Swindonu. Adresáře ulic uvádějí, že tam pobýval v letech 1923 až 1936. Budova je již zbořena. Vydával pohlednice, portréty a působil jako fotograf na volné noze pro místní noviny, podobně jako v Herne Bay před válkou. Jeho služeb využívala také Swindonská radnice. S profesionální fotografií skončil kolem let 1936–1937 ve věku přibližně 70 let a zemřel v roce 1939.

### Fotografie pavilónu Grand Pier, 1910
Palmerovu fotografii osvíceného pavilónu Grand Pier z roku 1910 použil jako nalezené umění Marcel Duchamp po návštěvě Herne Bay v roce 1913. Duchamp vystřihl Palmerovu fotografii z letáku a připojil k ní nápis Note 78 (Poznámka 78) ve svém projektu The Green Box, kde popisoval své plány pro dílo zvané The Large Glass (1915–1923). Poznámky obsahující Palmerovu fotografii byly publikovány ve dvou limitovaných vydáních a jsou považovány za součást, a ne jen doplněk uměleckého díla Large Glass.

### Portréty Edmunda Reida
V letech 1910–1912 fotografoval Edmunda Reida, někdejšího šéfa divize H Metropolitní policie, který vyšetřoval vraždy ve Whitechapelu, kde řádil sériový vrah známý jako Jack Rozparovač.

## Galerie

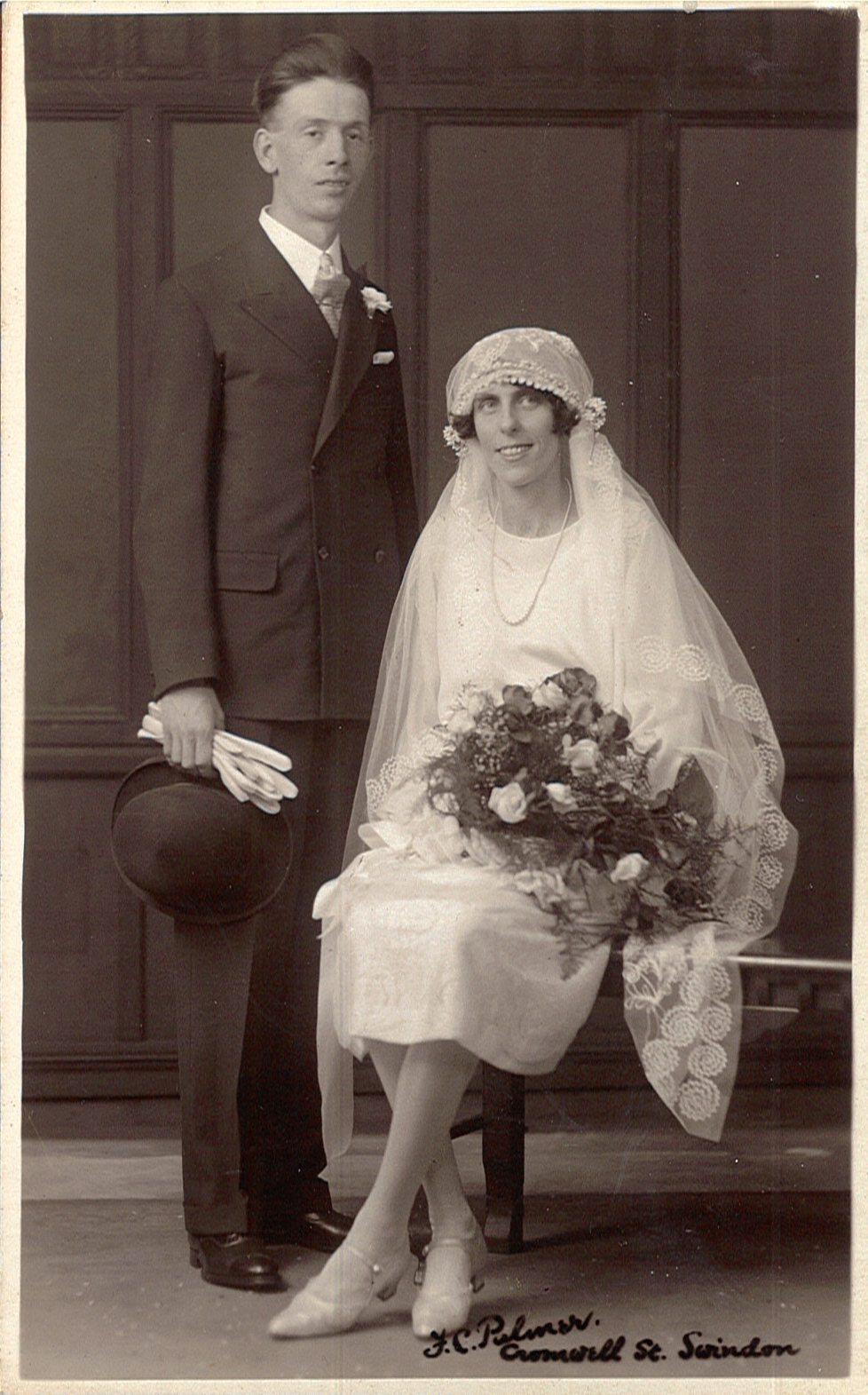
Svatební fotografie, Swindon, 20. léta
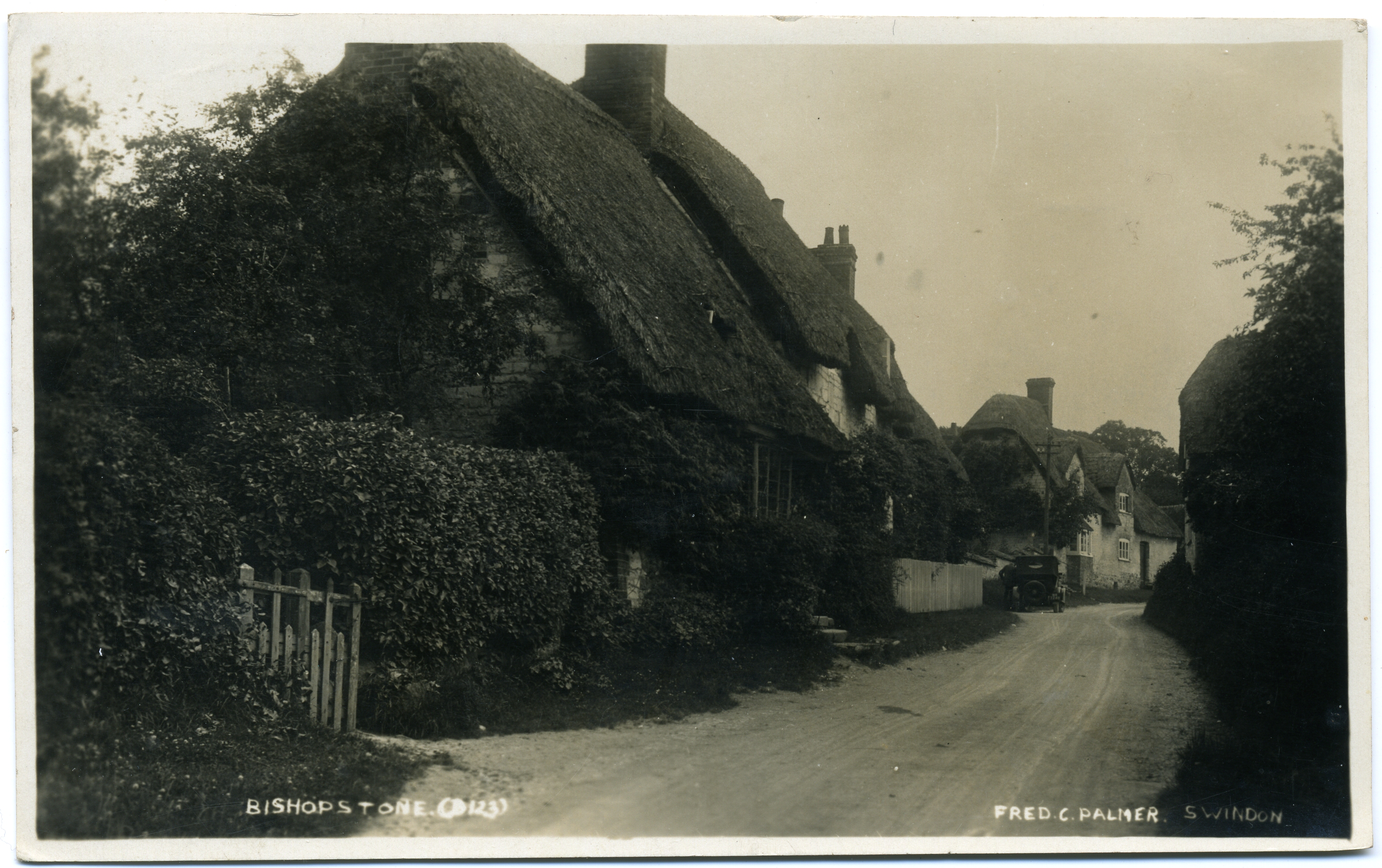
Bishopstone, Swindon, 1933
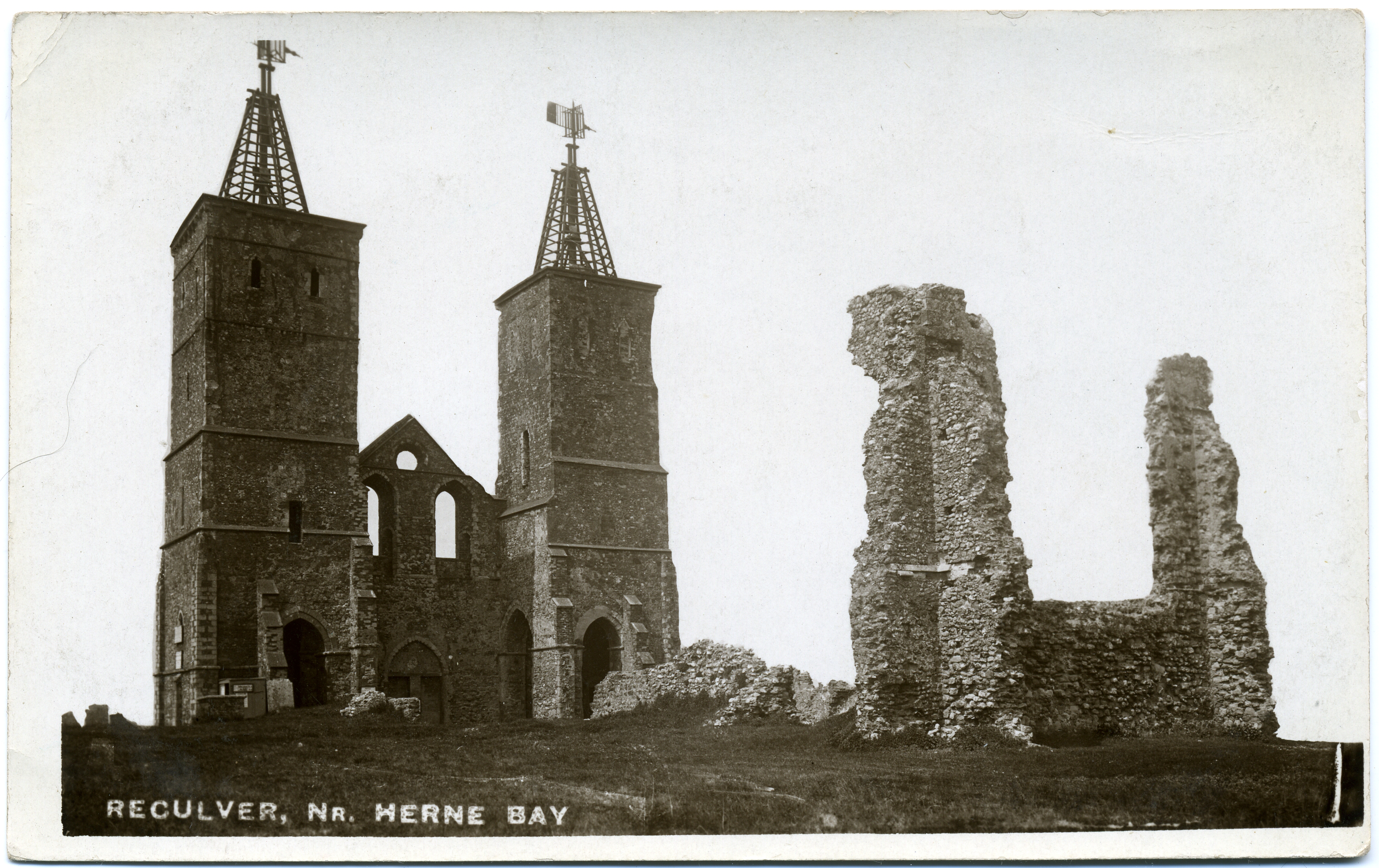
Reculver, věže, 1910–1916
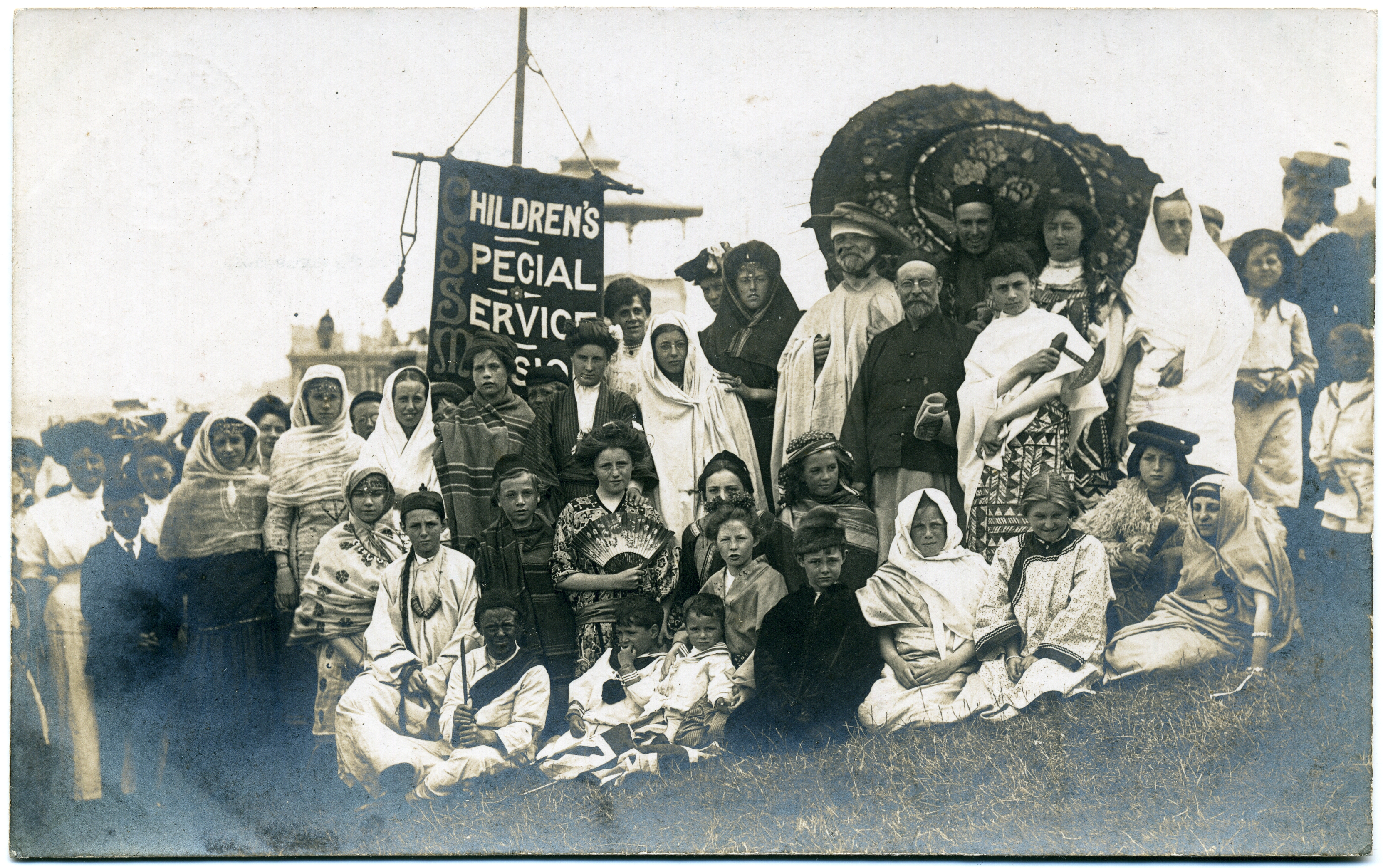
Mise Children's Special Service Mission 1910–1916
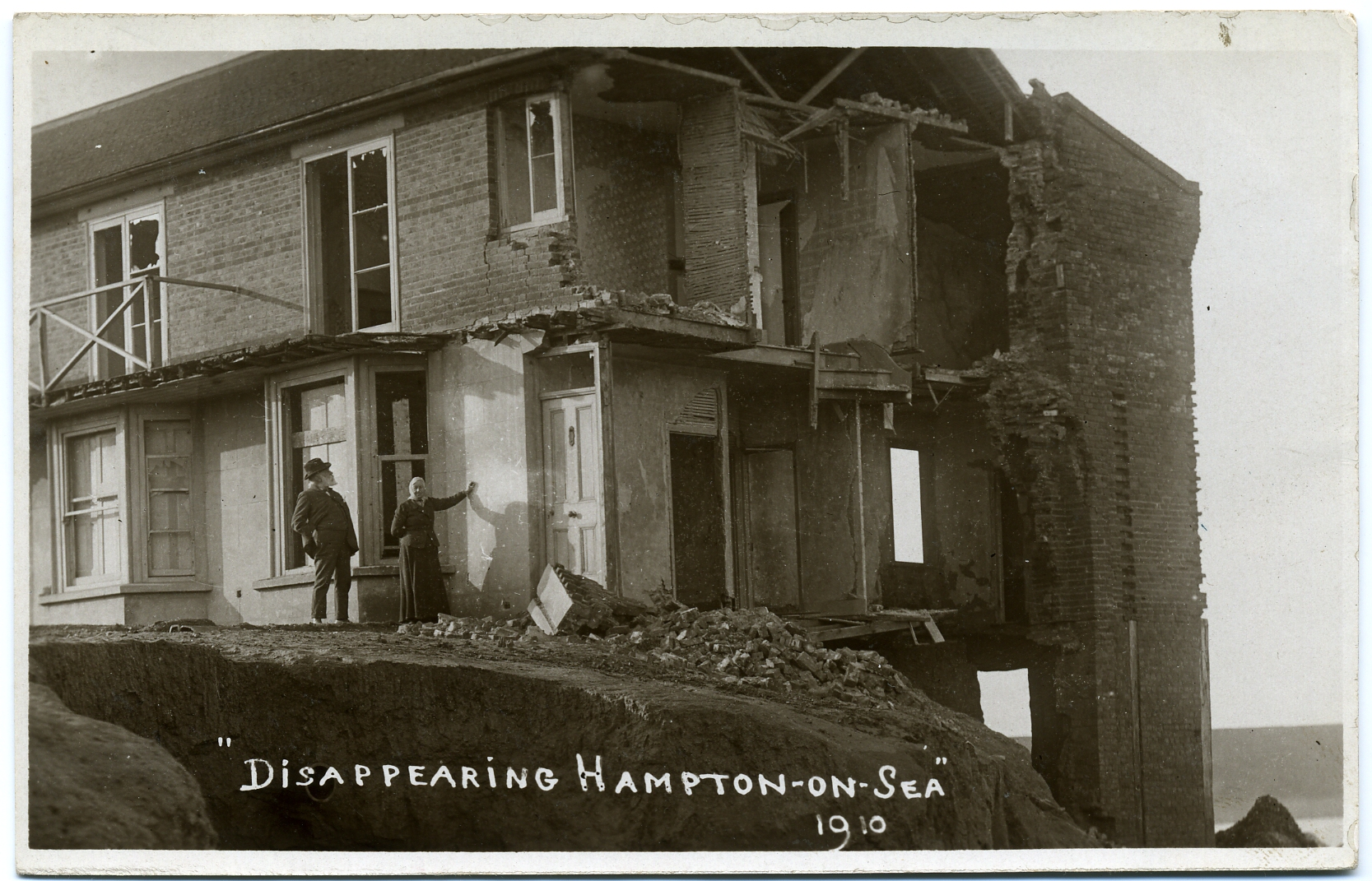
Mizející Hampton-on-Sea, 1910